# Bernard Parker Haigh
Bernard Parker Haigh MBE (Edimburgo, 1884 — Greenwich, 18 de janeiro de 1941) foi um engenheiro mecânico inglês.
Foi professor de mecânica aplicada no Royal Naval College, Greenwich. É conhecido por suas contribuições a teorias de fadiga dos metais, em particular o diagrama de Haigh.

## Publicações selecionadas
- A new machine for alternating load tests (1912)[11]
- Report on Alternating Stress Tests of a Sample of Mild Steel received from the British Association Stress Committee (1916) [12]
- Experiments on the fatigue of brasses (1917)[13]
- Strain-energy Function and the Elastic-limit (1920)[14][15]
- Strain-energy Function and the Elastic limit (1922)[16]
- Stresses in Bridges (1924)[17]
- Hysteresis in relation to cohesion and fatigue (1928)[18]
- Electric welding as an integral part of structural design (1939)[19]